# 宇留野義元
宇留野 義元（うるの よしもと）は、戦国時代の武将。常陸国部垂城主。

## 生涯
永正7年（1510年）、常陸国の戦国大名で佐竹氏15代当主・佐竹義舜の子として誕生。
宇留野氏は、佐竹氏13代当主・佐竹義俊の子である宇留野義公を祖とする佐竹氏の庶流にあたる。
はじめ義元は宇留野義久（義公の次男）の養子となり。宇留野氏を継ぐが、享禄2年（1529年）、突如小貫俊通の部垂（へたれ）城を攻略、部垂義元と名乗る。佐竹氏宿老の小貫氏を攻撃したことは、佐竹宗家の兄・義篤への挑発とみられ兄弟間の争いとなる。しかし、義篤は江戸氏と小田氏の争いに介入するなどしており、状況を打開できずにいた。そのような中で天文4年（1535年）、高久義貞が義元に呼応して挙兵する。義貞はすぐに降伏したが、この機に義元は挙兵し、小瀬（現在の茨城県常陸大宮市）で戦い、翌年に佐竹氏と和睦した。しかしこの和睦は佐竹方に破られ、天文7年（1538年）と翌天文8年（1539年）において部垂にて義篤と戦った。
天文9年（1540年）、兄・義篤は前年から介入していた下野国那須氏の那須政資・高資父子の抗争から軍勢を撤退した際に、その帰路で突然に部垂城を急襲した。これは、義元の家臣・大賀外記が城の大手門の橋の普請に不満を持つ義元に罵倒されたことを恨み出奔、義篤に城普請は謀反の準備との讒言したためといわれている。和睦をしていたにも関わらず破って奇襲して来た佐竹方に対し部垂方はこの時僅かに50人の城兵しかおらず、義元は与した小場義実、養父・義久らと自刃し落城した。嫡男・竹寿丸は逃げることには成功するが、落城前に裏切った黒沢大学に捕えられ斬殺された。この12年にも及ぶ兄弟の争いを部垂の乱、または部垂十二年の乱という。
義元に与した長兄・今宮永義や小場氏、前小屋氏らは許され、佐竹宗家の重臣となった。義元の家臣団は部垂衆として小場義忠の指揮下の小場寄騎衆に組み入れられ、慶長7年（1602年）に佐竹氏が出羽国への減転封後は、比内新田村・淀川村などを経て最終的には小場氏が城代を勤めた大館城下に移った。なお部垂衆は久保田藩主の家臣（大館給人）であり、小場氏（後の大館西家の佐竹氏）の家臣ではない。